# فيليب هنش
فيليب شوالتر هنش (بالإنجليزية: Philip Showalter Hench)‏ ـ (28 فبراير 1896 ـ 30 مارس 1965)، طبيب أمريكي، تقاسم جائزة نوبل في الطب لعام 1950 مع زميله في مايو كلينيك إدوارد كندال والكيميائي السويسري تيدوس رايخشتاين لاكتشافهم هرمون الكورتيزون واستخدامه في علاج التهاب المفاصل الرثياني (الروماتويد).
درس هنش في كلية لافاييت في إيستون بولاية بنسلفانيا، ثم درس الطب وتدرب عليه في الفيلق الطبي بالجيش الأمريكي وفي جامعة بتسبرغ، ثم التحق بالعمل في مايو كلينيك سنة 1923، وتولى فيما بعد رئاسة قسم الطب الرثياني (طب الأمراض المفصلية). حصل هنش على جوائز عديدة بخلاف جائزة نوبل في الطب، كما اهتم طيلة حياته البحثية بدراسة الحمى الصفراء.

## وفاته
توفي فيليب هينش من جراء التهاب رئوي أصابه أثناء استجمامه في أوتشو ريوس بجامايكا سنة 1965.

## روابط خارجية
- فيليب هنش على موقع الموسوعة البريطانية (الإنجليزية)
- فيليب هنش على موقع مونزينجر (الألمانية)
- فيليب هنش على موقع إن إن دي بي (الإنجليزية)